# كازويا مايدا
كازويا مايدا (باليابانية: 前田 和也) (8 يناير 1984 في توتشيغي في اليابان – )؛ هو لاعب كرة قدم ياباني سابق كان يلعب كمدافع.

## وصلات خارجية
- كازويا مايدا على موقع رابطة كرة القدم اليابانية للمحترفين (اليابانية)
- كازويا مايدا على موقع قاعدة بيانات كرة القدم.إي يو (الإنجليزية)
- كازويا مايدا على موقع عالم كرة القدم.نت (الإنجليزية)